# 南実
南 実（みなみ みのる、Minoru MINAMI、1887年-1948年3月13日）は、日本の写真家、写真評論家。

## 生涯
広島県生まれ。
日本における、ピクトリアリスム（芸術写真）の指導的人物。いわゆる「ベス単」カメラによるソフト・フォーカス技法を考案し、風景写真を多く撮影した。
1922年に創刊された雑誌『芸術写真研究』（アルス）では、主筆として健筆を振るうとともに、後進を多く育てた。中島謙吉（中嶋謙吉、1888年-1972年）らとともに、アルスにおける、出版を含めた写真関連活動の中心的役割を担った。
1924年には、鈴木八郎（当時、アルスに勤務）、勝田康雄、魚住励らの「表現社」（表現社写真会）の顧問となり、やはり鈴木八郎、金丸重嶺、宇高久敬らと「東京商業写真研究会」を結成し、また、福原信三の「日本写真会」の同人となる。
東京にて没する。

## 著書
- 芸術写真の研究（アルス、1921年）
- 原板の処理（黄土社、1924年）
- 原板の手入（アルス、1930年）
- やさしい写真化学（玄光社、1938年）

## 代表作
- 風景（1943年）：下記『日本のピクトリアリズム』展出展

## 南作品が出品された展覧会
- 日本のピクトリアリズム　風景へのまなざし（東京都写真美術館、1992年）
- 日本の写真・第1部（東京都写真美術館、1996年）